# Bénitier de Vildé-Guingalan

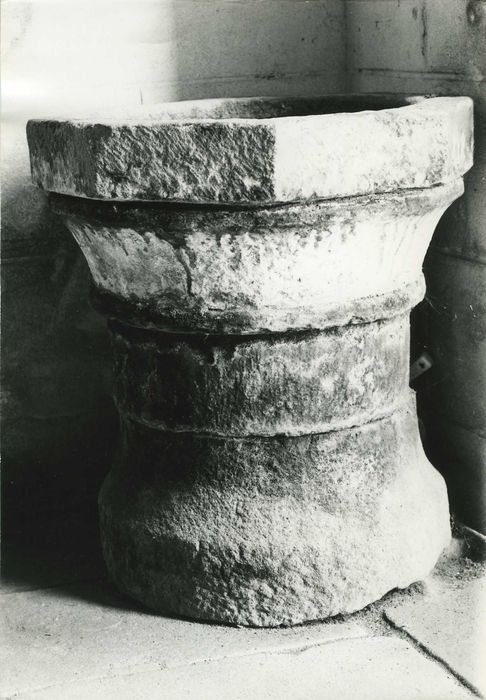
Bénitier de Vildé-Guingalan

Le bénitier de l'église Saint-Jean-Baptiste à Vildé-Guingalan, une commune du département des Côtes-d'Armor dans la région Bretagne en France, date du XVe siècle. Le bénitier en granite est inscrit monument historique au titre d'objet depuis le 11 octobre 1976.